# چندزنی در ایران باستان
چند همسری در ایران باستان، چندهمسری امتیاز باستانی اشراف و بزرگان معنوی بود. همچنین چند همسری در میان قشر معمولی. ضعیف تر جامعه نیز ممنوع نبوده اما معمولاً توان مالی کافی برای چند همسری نداشتند. قابل توجه است که در دوران هخامنشیان با پادشاهی کوروش بزرگ و داریوش بزرگ چند همسری نسبت به گذشته به شدّت کاهش یافت اما همچنان در دوره هخامنشیان نیز چند همسری وجود داشت. بر اساس تحقیقات علمی و تاریخی صورت گرفته، چندهمسری پادشاهان هخامنشی دلایل گوناگونی از این قبیل داشت: «اطمینان از تولد یک فرزند پسر و تداوم سلطنت در خاندان پادشاه، حفظ اتحاد در خاندان سلطنتی و جلوگیری از پدیدآمدن مدعیان سلطنت، ایجاد رابطهٔ خویشاوندی با بزرگان و سرداران خود».
اشارات مکرر به مادر پادشاه یا مادر ولیعهد در منابع هخامنشی و مقام ارجمندی که مادر پادشاه در دربار هخامنشی داشته، اهمیت نقش زنی را که با به دنیا آوردن اولاد پسر تداوم پادشاهی را تضمین کرده است نمایان می‌سازد.
گرچه چند همسری در اندکی از حکومت‌های پس از هخامنشیان تنها به جهت لذت پادشاهان بوده است اما برخی از حکومت‌ها نیز مانند هخامنشیان در جهاتی غیر از منافع و لذت‌های شخصی چند همسری را برگزیدند.

## آیین زرتشتی
ویل دورانت در کتاب «تاریخ تمدن» آورده است:
باکرگی و مجرد بودن توسط قوانین ایران باستان تشویق نمی‌شد، اما چند همسری و صیغه مجاز بود؛ در جامعه نظامی افزایش کودکان کاربرد دارد. اوستا می‌گوید: «مردی که زن دارد، بسیار بالاتر از کسی است که در تجرد زندگی می‌کند. کسی که سرپرستی خانه ای را برعهده دارد ار آن که ندارد بسیار بالاتر است. کسی که بچه دارد بسیار بالاتر از کسی است که فرزندی ندارد. هر که ثروت دارد بسیار بالاتر از کسی است که هیچ ندارد.» خانواده به عنوان مقدس‌ترین نهاد در رتبه‌بندی اجتماعی قرار می‌گیرد. زرتشت از اهورامزدا می‌پرسد: «ای آفریننده جهان مادی، ای قدوس، دومین جایی که زمین در آن بیشتر احساس خوشبختی می‌کند کدام است؟» و اهورامزدا به او پاسخ می‌دهد: «محلی است که در آن یکی از مؤمنان خانه‌ای بنا می‌کند که در آن مرد موبدی با چهارپایان، با زن، با فرزندان و گله‌های نیکو در درون آن زندگی می‌کنند و پس از آن گاو به رشد خود ادامه می‌دهد، زن به شکوفایی می‌رسد، فرزند به شکوفایی می‌رسد، آتش و هر نعمت زندگی برای شکوفایی رشد می‌کند.»

## هخامنشیان
هردوت، تاریخ‌نویس یونانی پیرامون چندزنی در دوران هخامنشیان چنین می‌نویسد:
هرکدام از آنها چند زن عقدی داشتند ولی عده زنان غیرعقدی آنان بیشتر بود. وجود مأمورین بسیار در شهرها، به ویژه زنان زحمتکش را در خطر ربوده‌شدن و تجاوز قرار می‌داد. به این جهت در شهرهای پارس پوشش اهمیت بیشتری را نسبت به روستا کسب می‌کرده و با شدت بیشتری رعایت می‌شد.
استرابون، تاریخ‌نگار و جغرافی‌دان یونانی، دربارهٔ طبقهٔ اشراف می‌گوید:
آنها زنان زیادی می‌گیرند، و با این وجود، زنان غیر عقدی بسیار دارند.
توجه داشته باشید که ممکن است اطلاعات یونانیان از زرتشت و هخامنشیان کاملاً غلط باشد چرا که آنها دشمنی‌هایی با هخامنشیان داشتند و بنا بر این ممکن است تاریخ نادرستی را بر ضد هخامنشیان از خود به جا گذاشته باشند

## اشکانیان
برپایهٔ شواهد تاریخی در زمان اشکانیان نیز تعدد زوجات رواج داشته است. هرچند که مرد می‌توانست تنها یک زن عقدی و تعداد زیادی زنان غیرعقدی داشته باشد.
ژوستن، از مورخان عصر اشکانی، در بیان چندهمسری اشکانیان می‌گوید:
تعداد زنان غیر عقدی در میان آنها و به خصوص در خانواده سلطنتی از زمانی متداول شده بود که به ثروت رسیده بودند، زیرا زندگانی صحراگردی مانع از داشتن زنان متعدد است.

## ساسانیان
گرچه کتاب‌های حقوقی موجود در پارسی میانه که منعکس‌کننده هنجارهای حقوقی جامعه هستند، به ندرت اشاره‌ای به اعمال دوهمسری دارند، چندهمسری امتیاز باستانی اشراف و بزرگان معنوی بود (مادگان هزار دادستان و نامه تنسر به گشنسب) که با شواهد واژگانی تأیید شده است. تعداد همسران به عنوان بازتابی از ثروت و منزلت با جایگاه شوهر بیشتر می‌شد. گفته می‌شود خسرو پرویز (۶۲۸–۵۹۰، با وقفه) به غیر از ملکه‌ها و همسران قانونی خود، ده هزار کنیز در حرمسرای خود داشته است.
کریستیان بارتولومه از شرق‌شناسان پیرامون چندزنی در دورهٔ ساسانیان چنین می‌نویسد:
تعداد زوجات در امپراتوری ساسانی همانند امروزه کشورهای اسلامی بوده است. در عمل تمایل مرد، مخصوصاً موقعیت مالی او بود که تعداد زنان را معین می‌کرد. یک مرد معمولی باید به یک زن قناعت کند، درحالی‌که مرد ثروتمند و اشرافی می‌توانست با تعداد زیادی از زنان ازدواج نماید. گزارش‌ها یونانی حتی از صدها زن در این رابطه صحبت می‌کنند.
آرتور کریستنسن پژوهشگر دانمارکی در کتاب «ایران در زمان ساسانیان» می‌گوید: 
اصل تعدد زوجات، اساس تشکیل خانواده به‌شمار می‌رفت. در عمل عده زنانی که مرد می‌توانست داشته باشد به نسبت استطاعت او بود. ظاهراً مردان کم‌بضاعت به‌طور کلی بیش از یک زن نداشتند.